# Họ Ruồi đục quả
Ruồi đục quả hay ruồi đục trái hay còn gọi là ong chuỗi (Danh pháp khoa học: Tephritidae) là các loài ruồi thuộc phức hợp Bactrocera. Trên thế giới hiện có hàng trăm loại ruồi đục quả. Mỗi khu vực thường có khoảng chục loại. 

## Tổng quan
Loại ruồi này gây hại trên cây, cho quả chứ không phải gây hại sức khoẻ cho người. Ruồi này hoạt động rộng khắp, có hầu hết trên các loại hoa quả tươi, ngoài ra chúng còn gây hại trên các loại cây trồng khác, ngay cả cà phê. Hễ cây nào có quả là chúng gây hại. Trên thế giới hiện có hàng trăm loại ruồi đục quả. Mỗi khu vực thường có khoảng chục loại. Ở Việt Nam có 3 loài quan trọng là: Bactrocera Dorsalis Hendel, Bactrocera correcta, Bactrocera cucurbitate. Trong đó, nguy hại nhất là Bactrocera Dorsalis nó còn đang là đối tượng kiểm dịch thực vật.

## Gây hại
Sâu non là dòi (sâu trưởng thành thuộc bộ cánh màng), đục vào quả và có thể ăn cả hoa và quả non của khế. Ruồi vàng đục quả: Có 02 loài gây hại nặng và phổ biến nhất là Dacus dorsalis và Ceratitis capitata. Chúng gây hại tới hơn 50% sản phẩm thu hoạch đối với vườn cây ăn trái. Sâu non đào lỗ và chui vào trong tép, thường có giọt gôm nhỏ từ trong lỗ chảy ra. Quả bị đục thường nhiễm nấm bán ký sinh, vết bệnh bắt đầu thối và biến nâu, thịt quả thối rữa và quả rụng xuống.
Ruồi đục quả ổi (Bactrocera dorsalis): Loài ruồi này là một loại côn trùng đa thực vì ngoài ổi chúng còn gây hại trên rất nhiều loại quả cây khác, như: Mận, táo, sapôche, đu đủ, xoài, thanh long, chôm chôm, mãng cầu xiêm...Ruồi vàng hại trái cây: Đây là đối tượng hại rất nguy hiểm đang được báo động hiện nay. Ruồi trưởng thành chích và đẻ trứng vào trái cây gây thoái hóa phần thịt quả làm quả thanh long bị thối không cho thu hoạch.

## Trên thế giới
Ruồi đục trái là đối tượng kiểm dịch thực vật rất gắt gao khi xuất khẩu trái cây, rau màu...sang các nước khác. Ruồi đục trái có thể bộc phát mạnh, gây hại cho rất nhiều loại cây ăn trái và rau màu (nhóm cây ăn trái: Mận, Ổi, Táo, Vú sữa, Xoài, Thanh long, Mít, Măng cụt, Nhãn, Chuối, Đu đủ, Sa bô chê... Nhóm rau: Khổ qua, Dưa, Bầu bí, Cà chua, Ớt...).
Ở Úc có dịch ruồi đục quả đang bùng phát do đó nhiều nước tạm dừng không phải vì lý do an toàn thực phẩm mà là để bảo vệ cây trồng khỏi dịch bệnh, ruồi đẻ trứng vào trong quả, các con sâu non, nhộng vẫn ở trong quả khi xuất khẩu, chúng nở thành ruồi, con ruồi đó bay rồi lại đẻ trứng, lây lan. Ở Việt Nam, có ý kiến cho rằng các cơ quan nhà nước ứng rất nhanh khi tạm dừng nhập hoa quả Úc để chặn dịch ruồi đục quả nhưng lại buông lỏng hoa quả Trung Quốc, để hoa quả nhiễm độc tràn lan trên thị trường Việt Nam.